# Щокингер
Щокингер (на немски: Stokinger) е австрийска полицейска драма, със 14 епизода, излъчвани между 1996 и 1997.
Сериалът е спин-оф на популярните австрийски серии Комисар Рекс и се фокусира върху Ернст Щокингер, един от първоначалните членове на екипа.
Щокингер (Карл Марковиц) се премества в Залцбург при жена си, където тя е наследила зъболекарски кабинет. Той става областен инспектор в провинциалното полицейско управление. Споделя кабинета си с колежката си Антонела Симони (Сандра Сервик).
Щокингер е описан като непохватен, приличащ на инспектор Клузо герой. Кара Фолксваген модел 1973.
Сериалът включва пилотния епизод „Залцбургските шоколадови балони“ (88 минутен) и 13 епизода с обикновена дължина от 47 минути.

## Епизоди
1. Salzburger Kugeln
2. Todesnacht in Gastein
3. Endstation: Hallstatt
4. Der Tote im Narzissenfeld
5. Unschuldslämmer
6. Grau’n an der Traun
7. Mord-Saison im See-Hotel
8. Das Geheimnis der Krimmler Fälle
9. Die Macht der Toten
10. Lebende Schießscheiben
11. Pfeile im Tennengau
12. Stille Wasser
13. Spuren in den Tod
14. Tod im Saalbach